# Dahmouni
Dahmouni là một đô thị thuộc tỉnh Tiaret, Algérie. Dân số thời điểm năm 2002 là 17.392 người.